# Liga Femenina de Baloncesto
Liga Femenina de Baloncesto – hiszpańska liga koszykówki kobiet najwyższej klasy rozgrywkowej założona w 1964 roku.

## Zespoły - sezon 2016/17
| Zespół                          | Lokalizacja     | Pozycja w sezonie 2015-2016 |
| ------------------------------- | --------------- | --------------------------- |
| Perfumerías Avenida             | Salamanka       | Mistrzostwo                 |
| Spar Citylift Girona            | Girona          | Wicemistrzostwo             |
| Mann-Filter                     | Saragossa       | 4                           |
| Cadí La Seu                     | La Seu d’Urgell | 5                           |
| Lointek Gernika Bizkaia         | Guernica        | 6                           |
| CREF ¡HOLA!                     | Madryt          | 7                           |
| Embutidos Pajariel Bembibre PDM | Bembibre        | 8                           |
| Quesos El Pastor                | Zamora          | 9                           |
| IDK Gipuzkoa                    | San Sebastián   | 10                          |
| Star Center-Uni Ferrol          | Ferrol          | 11                          |
| Campus Promete                  | Logroño         | 12                          |
| Spar Gran Canaria               | Las Palmas      | 13                          |
| Lacturale Araski                | Vitoria-Gasteiz | Mistrzostwo LF2             |
| CB Al-Qázeres Extremadura       | Cáceres         | Wicemistrzostwo LF2         |

## Finały LFB
| Sezon   | Mistrz               | Wicemistrz           |
| ------- | -------------------- | -------------------- |
| 1964    | CREFF Madryt         | Medina Madryt        |
| 1965    | CREFF Madryt         | Indo Barcelona       |
| 1965–66 | Medina La Coruña     | CREFF Madryt         |
| 1966–67 | CREFF Madryt         | Medina La Coruña     |
| 1967–68 | CREFF Madryt         | CE Mataró            |
| 1968–69 | CREFF Madryt         | Medina La Coruña     |
| 1969–70 | CREFF Madryt         | Medina La Coruña     |
| 1970–71 | CREFF Madryt         | CE Mataró            |
| 1971–72 | CE Mataró            | Picadero JC          |
| 1972–73 | CE Mataró            | Picadero JC          |
| 1973–74 | CE Mataró            | Celta Vigo           |
| 1974–75 | Picadero JC          | CE Mataró            |
| 1975–76 | Picadero JC          | CE Mataró            |
| 1976–77 | Celta Vigo           | Picadero JC          |
| 1977–78 | Picadero JC          | Celta Vigo           |
| 1978–79 | Celta Vigo           | Picadero JC          |
| 1979–80 | Picadero JC          | Celta Vigo           |
| 1980–81 | Picadero JC          | Celta Vigo           |
| 1981–82 | Celta Vigo           | Picadero JC          |
| 1982–83 | Picadero JC          | Real Canoe           |
| 1983–84 | Real Canoe           | Celta Vigo           |
| 1984–85 | Real Canoe           | El Masnou Bàsquetbol |
| 1985–86 | Real Canoe           | CB Tortosa           |
| 1986–87 | CB Tortosa           | CD Xuncas            |
| 1987–88 | CB Tortosa           | Pool Getafe          |
| 1988–89 | CB Tortosa           | CD Xuncas            |
| 1989–90 | El Masnou Bàsquetbol | Pool Getafe          |
| 1990–91 | PB Godella           | Celta Vigo           |
| 1991–92 | PB Godella           | BF Zaragoza          |
| 1992–93 | PB Godella           | BEX                  |
| 1993–94 | PB Godella           | CB Islas Canarias    |
| 1994–95 | PB Godella           | CB Islas Canarias    |
| 1995–96 | PB Godella           | CB Avenida           |

| Sezon   | Mistrz               | Wicemistrz           | Wynik |
| ------- | -------------------- | -------------------- | ----- |
| 1996–97 | Pool Getafe          | Real Canoe           | 2–1   |
| 1997–98 | Pool Getafe          | Celta Vigo           | 2–1   |
| 1998–99 | Celta Vigo           | Halcón Viajes        | 2–0   |
| 1999–00 | Celta Vigo           | CB Islas Canarias    | 2–1   |
| 2000–01 | Ros Casares Walencja | UB - FC Barcelona    | 3–2   |
| 2001–02 | Ros Casares Walencja | UB - FC Barcelona    | 3–0   |
| 2002–03 | UB - FC Barcelona    | Ros Casares Walencja | 3–2   |
| 2003–04 | Ros Casares Walencja | UB - FC Barcelona    | 3–0   |
| 2004–05 | UB - FC Barcelona    | Ros Casares Walencja | 3–2   |
| 2005–06 | CB Avenida           | UB - FC Barcelona    | 3–1   |
| 2006–07 | Ros Casares Valencia | CB Avenida           | 3–2   |
| 2007–08 | Ros Casares Walencja | CB Avenida           | 2–1   |
| 2008–09 | Ros Casares Walencja | CB Avenida           | 2–0   |
| 2009–10 | Ros Casares Walencja | CB Avenida           | 2–0   |
| 2010–11 | CB Avenida           | Ros Casares Walencja | 2–0   |
| 2011–12 | Ros Casares Walencja | CB Avenida           | 2–0   |
| 2012–13 | CB Avenida           | Rivas Ecópolis       | 2–0   |
| 2013–14 | Rivas Ecópolis       | CB Avenida           | 2–0   |
| 2014–15 | Uni Girona CB        | CB Avenida           | 2–0   |
| 2015–16 | CB Avenida           | Uni Girona CB        | 2–1   |

## Tytuły według klubu
| Klub                   | Mistrzostwa | Mistrzowskie lata                              |
| ---------------------- | ----------- | ---------------------------------------------- |
| Ros Casares Walencja   | 8           | 2001, 2002, 2004, 2007, 2008, 2009, 2010, 2012 |
| CREFF Madryt           | 7           | 1964, 1965, 1967, 1968, 1969, 1970, 1971       |
| Picadero JC            | 6           | 1975, 1976, 1978, 1980, 1981, 1983             |
| PB Godella             | 6           | 1991, 1992, 1993, 1994, 1995, 1996             |
| CB Avenida             | 4           | 2006, 2011, 2013, 2016                         |
| CE Mataró              | 3           | 1972, 1973, 1974                               |
| Celta Vigo             | 3           | 1977, 1979, 1982                               |
| Real Canoe             | 3           | 1984, 1985, 1985                               |
| CB Tortosa             | 3           | 1987, 1988, 1989                               |
| Pool Getafe            | 2           | 1997, 1998                                     |
| CD Bosco–Celta de Vigo | 2           | 1999, 2000                                     |
| UB - FC Barcelona      | 2           | 2003, 2005                                     |
| El Masnou Basquetbol   | 1           | 1990                                           |
| Medina La Coruña       | 1           | 1966                                           |
| Rivas Ecópolis         | 1           | 2014                                           |
| Uni Girona CB          | 1           | 2015                                           |

## Liderki statystyczne ligi
| Sezon   | Top rating        | PIR   | Punkty           | Śr. pkt. | Zbiórki           | Śr. zb. | Asysty            | Śr. as. |
| ------- | ----------------- | ----- | ---------------- | -------- | ----------------- | ------- | ----------------- | ------- |
| 1997–98 | Jovita Jutelytė   | 24,09 | Rosi Sánchez     | 19,91    | Elisabeth Cebrián | 12,82   | Carmen González   | 3,7     |
| 1998–99 | Nieves Anula      | 30,67 | Nieves Anula     | 27,58    | Elisabeth Cebrián | 8,8     | Sandra Gallego    | 3,31    |
| 1999–00 | Brandy Reed       | 25,77 | Brandy Reed      | 25,19    | Pollyanna Johns   | 11,43   | Amaya Valdemoro   | 2,88    |
| 2000–01 | Amaya Valdemoro   | 21,88 | Amaya Valdemoro  | 22,4     | Françoise Meyendo | 10,96   | Raquel Delgado    | 2,72    |
| 2001–02 | Razija Mujanović  | 25,09 | Korie Hlede      | 20,12    | Razija Mujanović  | 10,14   | Yelena Tornikidu  | 3,27    |
| 2002–03 | Yelena Tornikidu  | 25,77 | Shannon Johnson  | 23,12    | Dale Hodges       | 10,96   | María José Alonso | 4,62    |
| 2003–04 | Tamika Whitmore   | 23,28 | Tamika Whitmore  | 23       | Jermisha Dosty    | 10,35   | Nuria Martínez    | 3,35    |
| 2004–05 | Yelena Tornikidu  | 24,88 | Yelena Tornikidu | 20,68    | Amisha Carter     | 10,31   | Clara Bermejo     | 4,12    |
| 2005–06 | Érika de Souza    | 25,2  | LaToya Thomas    | 19       | Érika de Souza    | 12,92   | Sílvia Domínguez  | 4,42    |
| 2006–07 | Marta Fernández   | 22,22 | Kaayla Chones    | 19,08    | Brooke Wyckoff    | 11,62   | Silvia Morales    | 4,62    |
| 2007–08 | Le'coe Willingham | 24,42 | Roneeka Hodges   | 20,19    | Le'coe Willingham | 11,04   | Silvia Morales    | 5       |
| 2008–09 | Sancho Lyttle     | 27,39 | Shay Murphy      | 20,73    | Sancho Lyttle     | 11,56   | Sílvia Domínguez  | 4,08    |
| 2009–10 | Sancho Lyttle     | 26,92 | Shay Murphy      | 21,12    | Sancho Lyttle     | 10,68   | Clara Bermejo     | 3,88    |
| 2010–11 | Shay Murphy       | 23,54 | Shay Murphy      | 25,58    | Courtney Paris    | 8,77    | Paola Ferrari     | 4,15    |
| 2011–12 | Angelica Robinson | 21    | D'Andra Moss     | 20,15    | Angelica Robinson | 11,15   | Lorena Infante    | 5,42    |
| 2012–13 | Vanessa Blé       | 21,4  | Bernice Mosby    | 19,27    | Vanessa Blé       | 11,3    | Noemí Jordana     | 4       |
| 2013–14 | Astou Ndour       | 24,95 | Charde Houston   | 19,64    | Astou Ndour       | 13,23   | Arantxa Gómez     | 6,32    |
| 2014–15 | Ify Ibekwe        | 23,76 | Bernice Mosby    | 19,19    | Samarie Walker    | 11,46   | Noemí Jordana     | 4,69    |
| 2015–16 | Adaora Elonu      | 21,68 | Paola Ferrari    | 19,15    | Talia Caldwell    | 11,3    | Arantxa Gómez     | 5,39    |